# Крики, що стихають
Крики, що стихають (англ. Fading of the Cries) — американський фільм жахів 2011 року.

## Сюжет
Фільм розповідає про Зло що з'явилося в нашій реальності, яке тероризує жителів маленького містечка. Головній героїні Сарі доведеться зіткнутися віч-на-віч з демонами та іншими монстрами у протиборстві цьому Злу.

## У ролях
- Бред Дуріф — Матіас
- МакКензі Росман — Джилл
- Холлі Херш — Сара
- Джулія Вілан — Емілі
- Джессіка Морріс — Маліне
- Латіф Кроудер — Сілатус
- Пол МакКарті-Бойінгтон — п'яний
- Райан Бартлі — Анна
- Елейн Хендрікс — Меггі
- Джордан Метьюз — Джейкоб
- Памела Клей — мати Джейкоба
- Томас Йен Ніколас — Майкл